# Vid Vrhovnik
Vid Vrhovnik, slovenski nordijski kombinatorec, * 12. julij 1999, Velenje.
Vrhovnik je osvojil zlato medaljo na olimpijskih igrah mladih na ekipni tekmi v smučarskih skokih, v postavi sta bila še Bor Pavlovčič in Ema Klinec. V nordijski kombinaciji je debitiral v svetovnem pokalu 21. januarja 2017 na tekmi v Chaux-Neuveju, 24. novembra 2017 je prvič dosegel točke svetovnega pokala s 26. mestom v Ruki.